# Woman of the World
«Woman of the World» es una canción interpretada por el dúo suizo Double, y que fue incluida en el segundo trabajo y primer álbum de estudio con larga duración Blue de 1985.

## Contenido
La canción cuenta con Bob Morgan en el trombón. Se publicó por primera vez en 1984 por las compañías discográficas Metronome, Polydor Records para Alemania, Francia y Ricordi International para Italia. En septiembre de 1986, se lanzó una versión editada y otra extendida en una nueva mezcla para los Estados Unidos por A&M Records, las cuales cuentan con duraciones de tres y cinco minutos respectivamente. La versión que se incluyó en el álbum Blue cuenta con cuatro minutos.
El video que se filmó para la canción cuenta con los miembros del dúo viajando en un tren, estas tomas fueron acompañadas por imágenes de películas en blanco y negro. Sin embargo la promoción de la canción no fue lo suficiente para lograr impactar al mundo y no pudo entrar en ninguna lista.

## Formatos
Sencillo de 12 pulgadas (Metronome 1984)
1. "Woman of the World (Long Version)" – 5:10
2. "Woman of the World (Long Instrumental Version)" – 4:40

Sencillo de 7 pulgadas (Metronome 1984)
1. "Woman of the World" – 3:57
2. "Woman of the World (Instrumental)" – 3:23

Maxisencillo de 12 pulgadas (Polydor 1984)
1. "Woman of the World (Version Longue) – 5:10
2. "Woman of the World (Version Longue Instrumentale)" – 4:40

Sencillo de 12 pulgadas (Metronome 1986)
1. "Woman of the World (Long Version)" – 5:10
2. "Woman of the World (Instrumental)" – 3:31
3. "Woman of the World" – 3:20

Sencillo de  12 pulgadas (Promo A&M Records 1986)
1. "Woman of the World" – 3:54
2. "Woman of the World (Single Version)" – 3:20

Sencillo de 12 pulgadas (A&M Records 1986)
1. "Woman of the World (Extended) – 5:15
2. "Woman of the World (Instrumental) – 3:31
3. "Woman of the World" – 3:54

## Personal
- Kurt Maloo – voz, guitarra, arreglos
- Felix Haug – coros, teclado, sintetizador
- Bob Morgan – trombón